# Мелкое (озеро, Екатеринбург)
Ме́лкое — озеро, находящееся на окраине Екатеринбурга в России. Площадь поверхности — 2,32 км². Высота над уровнем моря — 246 м.
Через озеро протекает река Исеть. Питание происходит за счёт вод местного поверхностного стока. Берега частично заболочены. Зимой озеро промерзает насквозь, рыба из него спускается в Верх-Исетский пруд, а летом возвращается обратно.
В озере водятся: щука, окунь, чебак, лещ, карась, судак, гольян.

## Данные водного реестра
Код объекта в государственном водном реестре — 14010500511111200006836.